# Zadzierna
Zadzierna (724 m n.p.m.) – wzniesienie w południowo-zachodniej Polsce, w zachodniej części Sudetów Środkowych. Najwyższe wzniesienie Bramy Lubawskiej.

## Położenie
Wzniesienie położone jest we wschodniej części Bramy Lubawskiej, na północ od przełomu Bobru i Szczepanowskiego Grzbietu, około 3,4 km na północny zachód od centrum miejscowości Lubawka.

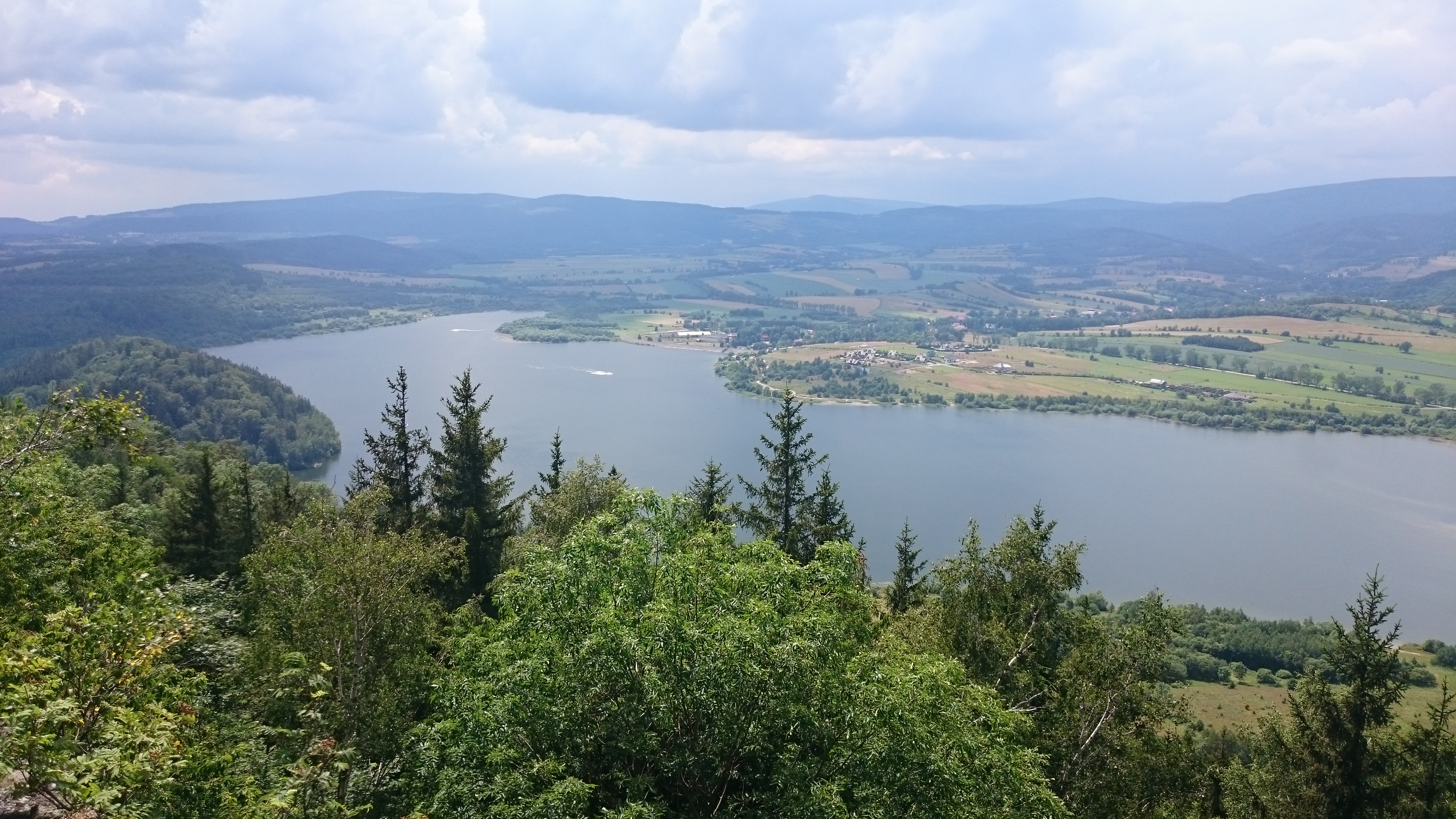
Widok z Zadziernej na Zalew Bukowski

## Charakterystyka
Wzniesienie góruje od południowo-wschodniej strony nad miejscowością Bukówka, a od północno-zachodniej nad Paprotkami. Wyrasta ponad otaczający ją krajobraz w kształcie rozciągniętej, wyraźnie zaznaczonej kopuły z dość stromymi zboczami. Powierzchnia szczytowa jest wyraźnie zaznaczona, na szczycie oraz na zboczach wybijają się skalne bloki a najwyższy punkt wzniesienia jest łatwo rozpoznawalny. Całą powierzchnię wzniesienia porasta las świerkowy. Skałka na szczycie wzniesienia do 1945 roku stanowiła pomnik przyrody, obecnie skałka stanowi docelowy punkt wycieczek.
U podnóża wzniesienia, po południowo-zachodniej stronie, położony jest zbiornik Bukówka.
Podłoże wzniesienia zbudowane ze zlepieńców i uformowane w wyniku ich selektywnego wietrzenia.
Wzniesienie zaliczane jest do Korony Sudetów Polskich.	

## Turystyka
Przez szczyt wzniesienia oraz zboczem prowadzą szlaki turystyczne:	
- czerwony Główny Szlak Sudecki, prowadzący z Lubawki do Karpacza
- zielony – prowadzący z Lubawki do Karpacza, który omija szczyt wzniesienia przechodząc obok niego północnym zboczem
- Ze skałek położonych w partii szczytowej wzniesienia  rozpościera się szeroki widok na zbiornik Bukówka, Bramę Lubawską, Góry Krucze, Rudawy Janowickie oraz wschodnią część Karkonoszy oraz okoliczne wzniesienia i miejscowości